# Sivasspor Kulübü 2009-2010
Questa voce raccoglie le informazioni riguardanti il Sivasspor Kulübü nelle competizioni ufficiali della stagione 2009-2010.

## Rosa
| N. |                      | Ruolo | Calciatore       |
| -- | -------------------- | ----- | ---------------- |
| 1  | Australia (bandiera) | P     | Michael Petkovic |
| 3  | Turchia (bandiera)   | C     | Ferhat Bıkmaz    |
| 4  | Turchia (bandiera)   | D     | Sedat Bayrak     |
| 5  | Turchia (bandiera)   | D     | Murat Sözgelmez  |
| 6  | Gabon (bandiera)     | C     | Bruno Mbanangoyé |
| 7  | Turchia (bandiera)   | C     | Musa Aydın       |
| 8  | Turchia (bandiera)   | C     | İbrahim Dağaşan  |
| 9  | Turchia (bandiera)   | A     | Mehmet Yıldız    |
| 11 | Turchia (bandiera)   | C     | Erman Kılıç      |
| 14 | Francia (bandiera)   | A     | Yannick Kamanan  |
| 14 | Turchia (bandiera)   | A     | Cihan Özkara     |
| 18 | Turchia (bandiera)   | C     | Cıhan Yılmaz     |
| 20 | Turchia (bandiera)   | C     | Kadir Bekmezci   |
| 21 | Turchia (bandiera)   | A     | İbrahim Şahin    |
| 23 | Turchia (bandiera)   | D     | Yasin Çakmak     |

| N. |                         | Ruolo | Calciatore          |
| -- | ----------------------- | ----- | ------------------- |
| 26 | Turchia (bandiera)      | C     | Sezer Badur         |
| 28 | Turchia (bandiera)      | A     | Ersen Martin        |
| 35 | Turchia (bandiera)      | P     | Akın Vardar         |
| 44 | RD del Congo (bandiera) | D     | Pieter Mbemba       |
| 58 | Turchia (bandiera)      | D     | Hayrettin Yerlikaya |
| 61 | Turchia (bandiera)      | D     | Abdurrahman Dereli  |
| 67 | Turchia (bandiera)      | C     | Uğur Kavuk          |
| 74 | Turchia (bandiera)      | P     | Alişan Şeker        |
| 77 | Turchia (bandiera)      | C     | Onur Tuncer         |
| 80 | Nigeria (bandiera)      | A     | Akeem Agbetu        |
| 93 | Turchia (bandiera)      | A     | Oktay Ayaz          |
| 95 | Turchia (bandiera)      | D     | Murat Kalkan        |
| 96 | Turchia (bandiera)      | D     | Muhammet Çağlar     |